# Szyczenga (wieś)
Szyczenga  (ros. Шиченга) – wieś w Rosji, w rejonie mieżdurieczeńskim obwodu wołogodzkiego. W 2010 r. liczyła 86 mieszkańców.